# رودخانه فاروب رومان
فاروب رومان نام رودخانه و حوضه آبریزی با همین نام، در نزدیکی شمال غرب شهر نیشابور و یکی از رودخانه‌های شهرستان نیشابور می‌باشد. این رودخانه از رشته کوه بینالود سرچشمه می‌گیرد و به کال‌شور ختم می‌شود. پردیس‌های دانشگاهی اصلی دانشگاه علوم پزشکی نیشابور، دانشگاه نیشابور و دانشگاه پیام نور نیشابور در نزدیکی بستر این رودخانه ساخته شده‌اند. بر اساس تصاویر ماهواره‌ای از گوگل مپس، تغذیه مصنوعی آبی‌ای نیز برای این رودخانه در شمال شرق نیروگاه سیکل ترکیبی نیشابور و پایگاه نظامی لشکر ۲۱ زرهی امام رضا، و در نزدیکی روستای میرآباد شهرستان نیشابور در نظر و ساخته شده‌است. این رودخانه یکی از منابع آبی اصلی سه روستای صومعه، عیش‌آباد و میرآباد در نزدیکی بخش شمالی شهر نیشابور می‌باشد. طول این رودخانه نزدیک به ۱۹ کیلومتر می‌باشد و دارای مدل رسوبی بریده بریده با بار بستری گراولی است.